# 阮福綿㝧
阮福綿㝧（越南语：／；1833年3月15日—1895年2月1日），越南阮朝明命帝第六十一子，生母貴人阮氏幸。
明命十四年正月二十四日（1833年3月15日），阮福綿㝧在順化皇城出生。嗣德三年（1850年）正月，受封為南策郡公（越南语：／）。成泰七年正月初七日（1895年2月1日），阮福綿㝧去世，壽六十三歲，賜諡恭亮。葬於承天府香茶縣安寧總金龍社，在香茶縣長銃邑建祠祭祀。

## 子女
阮福綿㝧有8子4女。後裔按照御賜角字部起名。
孫阮福膺觶襲封佐國卿。